# ラムネ (清涼飲料)

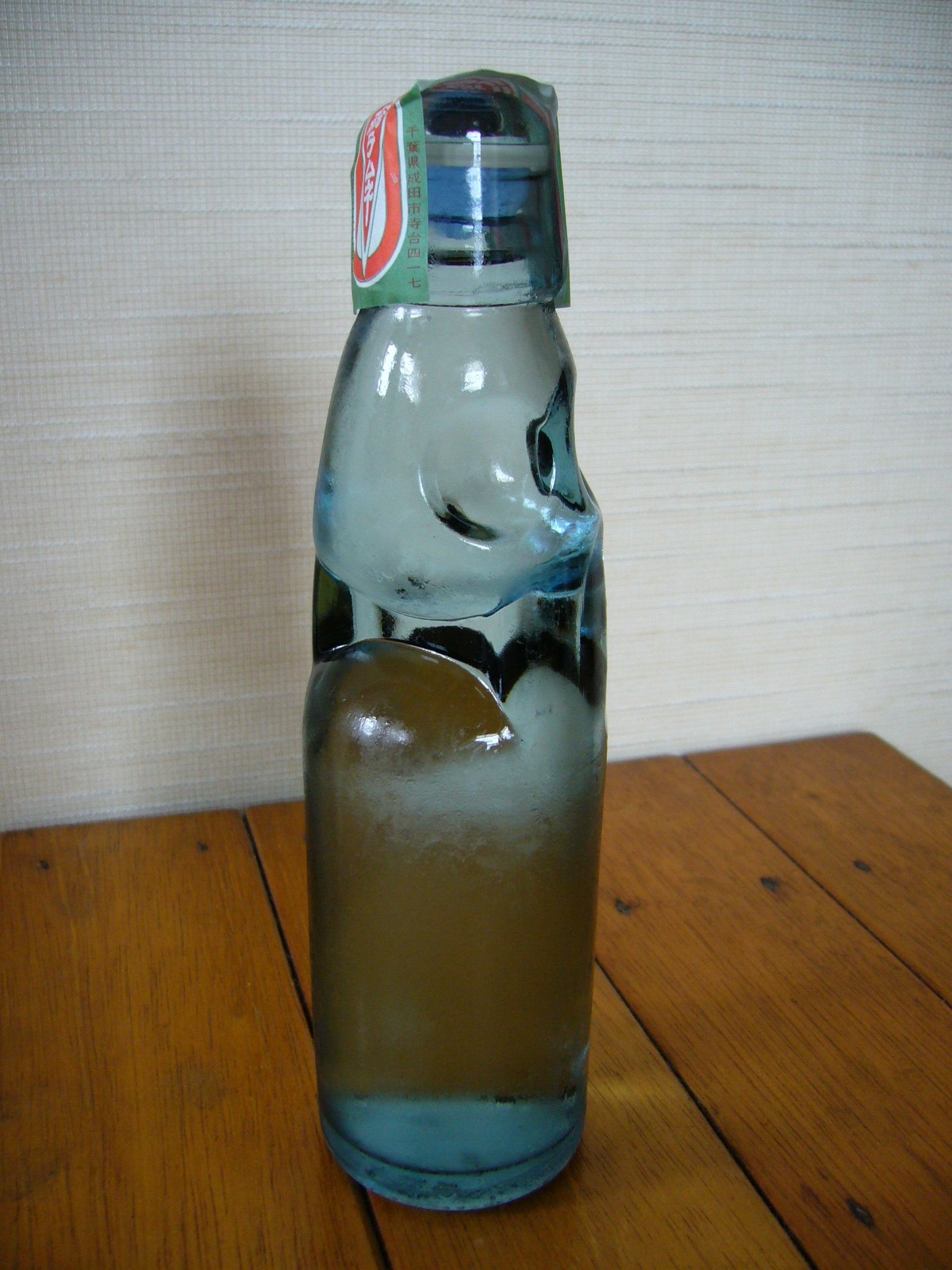
ラムネ

ラムネ（Ramune）は、玉詰びんに詰められた炭酸飲料 のことである（「玉詰びん」の詳細については後述）。
「ラムネ」という名称は英語の「lemonade」が転訛したものである。別の言い方をすると、ラムネとは「玉詰びん」という特徴ある瓶に詰められた レモネード（サイダー）のことである。実際、サントリーのFAQではラムネとサイダーの違いについて｢経年で定義の差は曖昧になり、容器で区別している｣としている。
戦前の文献では「ラム子」という表記も見られる。

## 概要
ラムネは「玉詰びん」という特徴ある瓶に入れられた、英語圏で「レモンライム」と呼ばれる 柑橘の香りのする甘酸っぱい炭酸飲料のことである。「玉詰びん」という容器と、レモネードという中身が組み合わせがラムネの要点であり、レモネード（サイダー）を普通のビンに入れただけでは一般に「ラムネ」とは呼ばない。「ラムネ」は複数のメーカーによって作られており、特定メーカーのブランド名ではなく、一般的名称である。
この容器と中身の組み合わせが、ある種の確固たるスタイルやスタンダードとしてしっかり定着して愛好され、またこの容器と中身の組み合わせが今でもしっかり定着して生き延びているのは（ほぼ）日本独自の現象である。近年では日本を訪れる外国人からも珍しがられ愛好されるようになっている。
中身の飲料は、水に砂糖やブドウ糖果糖溶液といった糖類および（クエン酸などの）酸味料を加えて味を「甘酸っぱい」ものにし、さらにライムやレモン（風）の香料（フレーバー）を加えた炭酸飲料である。
清涼な風味のほか、独特の形状をしたガラス瓶の清涼感もあいまって、夏の風物詩として日本人に長く親しまれてきた。大日本帝国海軍の艦艇においては、消火設備として設置された炭酸ガス発生装置をラムネ製造器に転用し、乗組員の嗜好品として供給した事も相まって、戦前から広く庶民に親しまれた。1933年3月には特務艦間宮にラムネ玉詰機が搭載されている。 
ラムネという名称は、イギリスからもたらされた「レモネード」が転訛したもの。独特な瓶の意匠もこのとき同時に持ち込まれたもので、明治初期に神戸旧居留地のシム商会が日本で初めて製造と販売を行なった。明治5年5月4日（1872年6月9日）には日本人に初めてラムネ製造の許可が下り、のちに5月4日は「ラムネの日」となった。1995年には日本ラムネ協会が設立された。
日本ガラス瓶協会ではたくさんの銭湯とコラボし、ご当地サイダー＆ラムネが楽しめる夏休みの恒例イベントを開催している。

## 業界団体による分業
ラムネの製造は、全国清涼飲料協同組合連合会および全国清涼飲料工業組合連合会によって、分野調整法を背景に中小企業の分野として宣言されている。そのため、業界の慣習として大企業は製造に参入できない。

## 容器

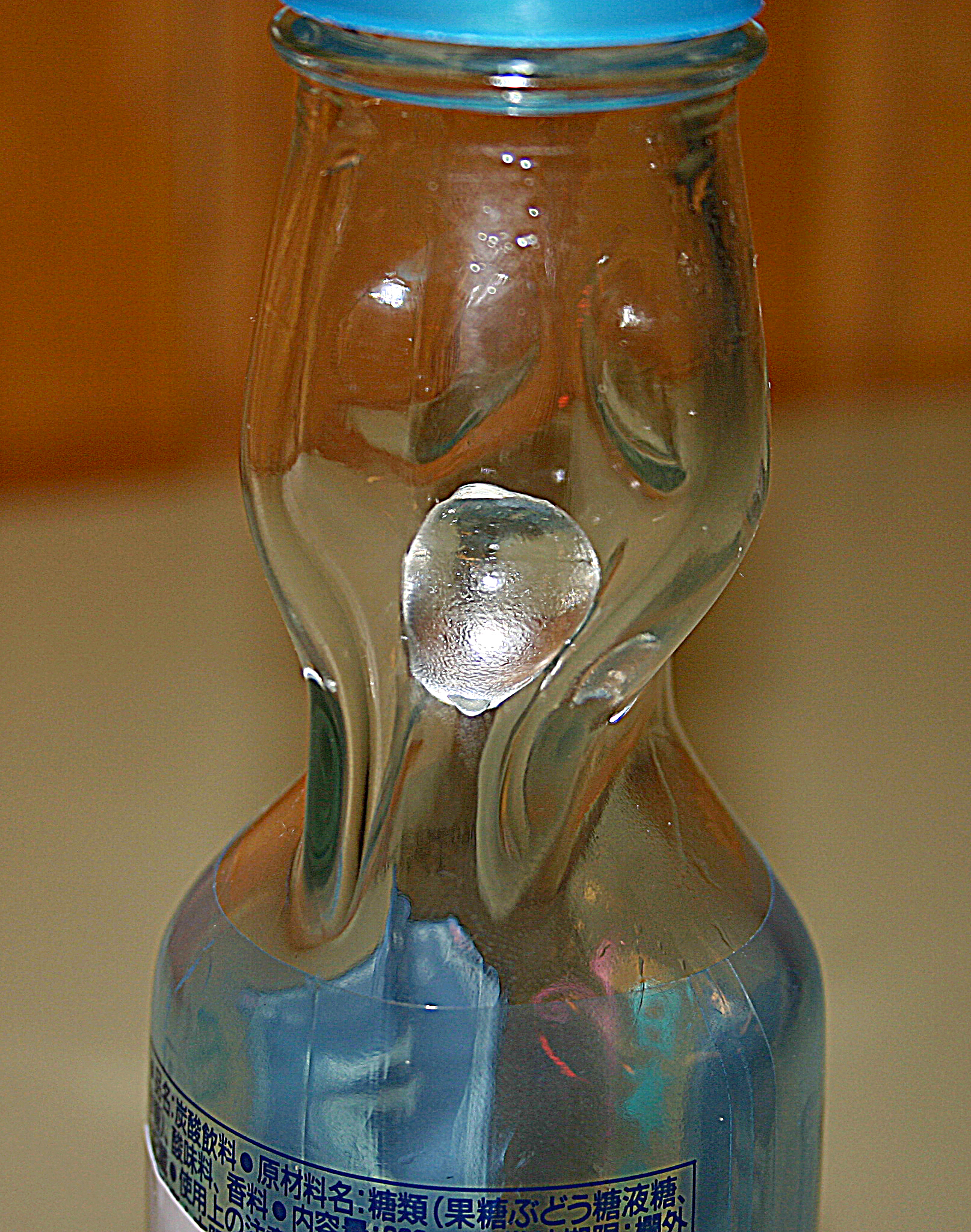
ラムネ玉

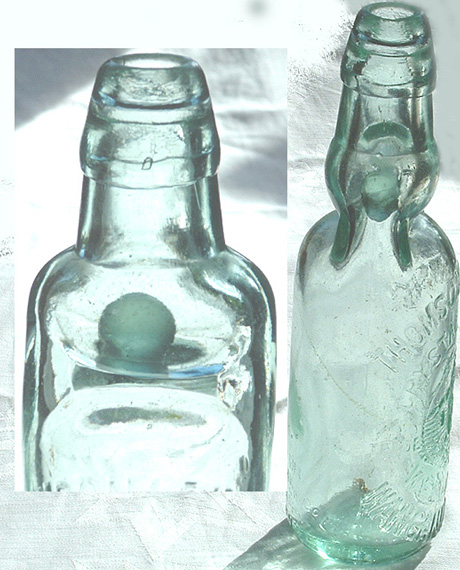
ラムネ瓶（Codd-neck bottle）

独特の形状の瓶は、1872年にイギリスのハイラム・コッドが米国特許 を取得したものが元になっており、英語では「コッドネックボトル」と呼ばれる。日本語では「ラムネ瓶」「玉詰め瓶」とも呼ばれる。
ラムネはこの玉詰め瓶（コッドネックボトル）という特徴ある容器と、中身の柑橘風味の炭酸飲料が、がっちりと組み合わさった状態で人々から認知されている商品であり、かつては炭酸飲料やサイダーの代表的なものとして広く飲まれていたが、ガス圧に抗して瓶に王冠で栓をする技術の普及や、缶飲料の登場で、シェアは小さくなっている。それに伴い、専用瓶のメーカーも少なくなった。発祥の地であるイギリスでは、すでにこの瓶は店頭から姿を消している。インドの一部地域ではいまだに瓶をつかったラムネに似たバンタやゴリソーダと呼ばれる飲料が販売されている。
瓶には、上から5分の2ほどの位置にくびれが設けられており、口とくびれの間にラムネ玉と呼ばれるガラス球が封入されている。この瓶に飲料を充填し、間髪を入れずに瓶をひっくり返すと、内部の炭酸ガスの圧力でラムネ玉が口部のゴムパッキンに押し付けられ、瓶が密閉される。すなわち、炭酸飲料の内圧だけを利用して密封する仕組みであった。金属やコルクの栓を使う普通のガラス瓶飲料と異なり、栓まで含めてリサイクルが可能なリターナブル容器ということになる。瓶は洗浄して再使用され、状態にもよるが、平均で25回使用されるといわれる。しかし実際には子供たちがラムネ玉目当てに瓶を破壊してしまうことも多かった。またラムネ玉があるために、タバコの吸殻を始めとした異物が入っている場合に、洗浄が非常に困難になるという問題もある。
中身を飲む際は、瓶の口を密封しているラムネ玉を瓶内に押し込み、内圧を逃がすことで開栓する。長らく木製の押し込み用具（玉押し）が販売店頭などに置かれていたが、1980年代以降、開栓用の凸型をしたプラスチック製の器具「ラムネ開け」（玉押し）を添付して販売するのが主流となった。この「装着型のラムネ開け」（玉押し）は、販売時にはラムネ玉が押し下げられないようにリングを挟む形で容器上部に装着されており、開栓時にリングを外して再び容器の口に取り付け直接ラムネ玉を押し下げることで開栓する。開栓時には同時に容器の口を抑え込んでおかないと中身が吹き出すことがある。なお、開栓の際に瓶を斜めに傾けると、泡を出さずに開けることができる。ラッパ飲みやコップに注ぐ際に瓶を傾けると、押し込まれたラムネ玉が再び上がって口を塞いでしまうことがあるが、多くの瓶には口の手前にくぼみが付いており、そこに玉を引っ掛けるとこれを防ぐことができる。
販売までの経緯において取り扱いが悪く、開栓を待たずラムネ玉が容器内に落ちてしまっていることがあるが、このような場合、中身がこぼれていたり内容物が変質していることがあるため製造元や販売元に返送するよう商品に表示されていることが多い。
瓶製造は、広口に成型しておいた瓶にラムネ玉を入れてから口を熱してすぼめるという工程がとられる。2000年代では、洗浄しやすくするために瓶口がプラスチックとなり、中のラムネ玉を取るために口の部分を通常とは違う右回り（時計回り）にひねっていくと、口部キャップが外せるようになっている（スクリューキャップ）。2000年代では使い捨てのPET容器のラムネも登場している。ゴミ分別のため、やはり容易に口部を外してガラス玉を取り出せる構造になっている（スクリューキャップ）。このような口部のキャップを外すことが可能な商品の場合にはラムネ玉の誤飲を防ぐため、飲み終わってから外すよう注意表示が記されていることが多い。

## 中身の飲料の変種
基本の柑橘風味の炭酸飲料だけでなく、
イチゴ風味やメロン風味といった非柑橘系フルーツ風味のラムネも存在し、これらはレモネード（レモン水）という原義に立ち返れば、明らかに語義矛盾である。しかし、これらのバリエーションラムネの存在は「ラムネとは日本で独自の発展を遂げた独特の容器に封入されたフルーツ系の風味のついた炭酸飲料」と広く認識されていることの証左と捉えれば、「ラムネはラムネ」であり、レモネードとは別種の飲料であると了解しうると指摘されている。実際に缶チューハイにおいて、「ラムネ風味」と「レモネード風味」が、それぞれ別個の味のバリエーションとして発売された例もある。
その他、下記のような変わり種ラムネも存在する。
- ワサビ風味のラムネ[11]
- カレー風味のラムネ
- たこ焼風味味のラムネ
- ラー油風味のラムネ
- キムチ風味のラムネ
- 激辛カレーラムネ
- 辛口わさびラムネ
- 杏仁ラムネ
- お茶らむね
- シソ風味のラムネ - 北海道白糠町

2000年代は日本食ブームにより、日本国外への輸出も行われている。

## 日本の主なラムネ製造メーカー
特筆なき場合の出典：
- 小原（北海道）
- 野島製菓（北海道）
- 丸善市町（北海道）
- トレボン食品（宮城県）
- マルキョー（栃木県）
- 戸田飲料（埼玉県）
- 興水舎（東京都）
- 水元飲料商会（東京都）
- 大越飲料商会（東京都）
- コダマ飲料（東京都）
- 東京飲料（東京都）
- 風見飲料商会（東京都）
- 野中食品工業（東京都）
- 川崎飲料（神奈川県）
- トンボ飲料（富山県）
- 木村飲料（静岡県）
- フジコーポレーション（愛知県）
- 中京サインボトリング協業組合（愛知県）
- 鈴木鉱泉（三重県）
- 大川食品工業（大阪府）
- ハタ鉱泉（大阪府）
- 日本サンガリアベバレッジカンパニー（大阪府）
- 辻井鉱泉所（大阪府）
- 河内食品（大阪府）
- 寿屋清涼食品（大阪府）
- 鎌田商店（兵庫県）
- 兵庫鉱泉所（兵庫県）
- マルカ大勝物産（京都府）
- 倉敷鉱泉（岡山県）
- 齋藤飲料工業（広島県）
- 桜南食品（広島県）
- 中元本店（広島県）[13]
- さんべ食品工業（島根県）
- 清水飲料工業所（福岡県）
- 石井飲料工業所（福岡県）
- 小松飲料（佐賀県）
- 友桝飲料（佐賀県）
- まるはら（大分県）
- 二葉食品工業所（熊本県）